# Friederiken-Gymnasium

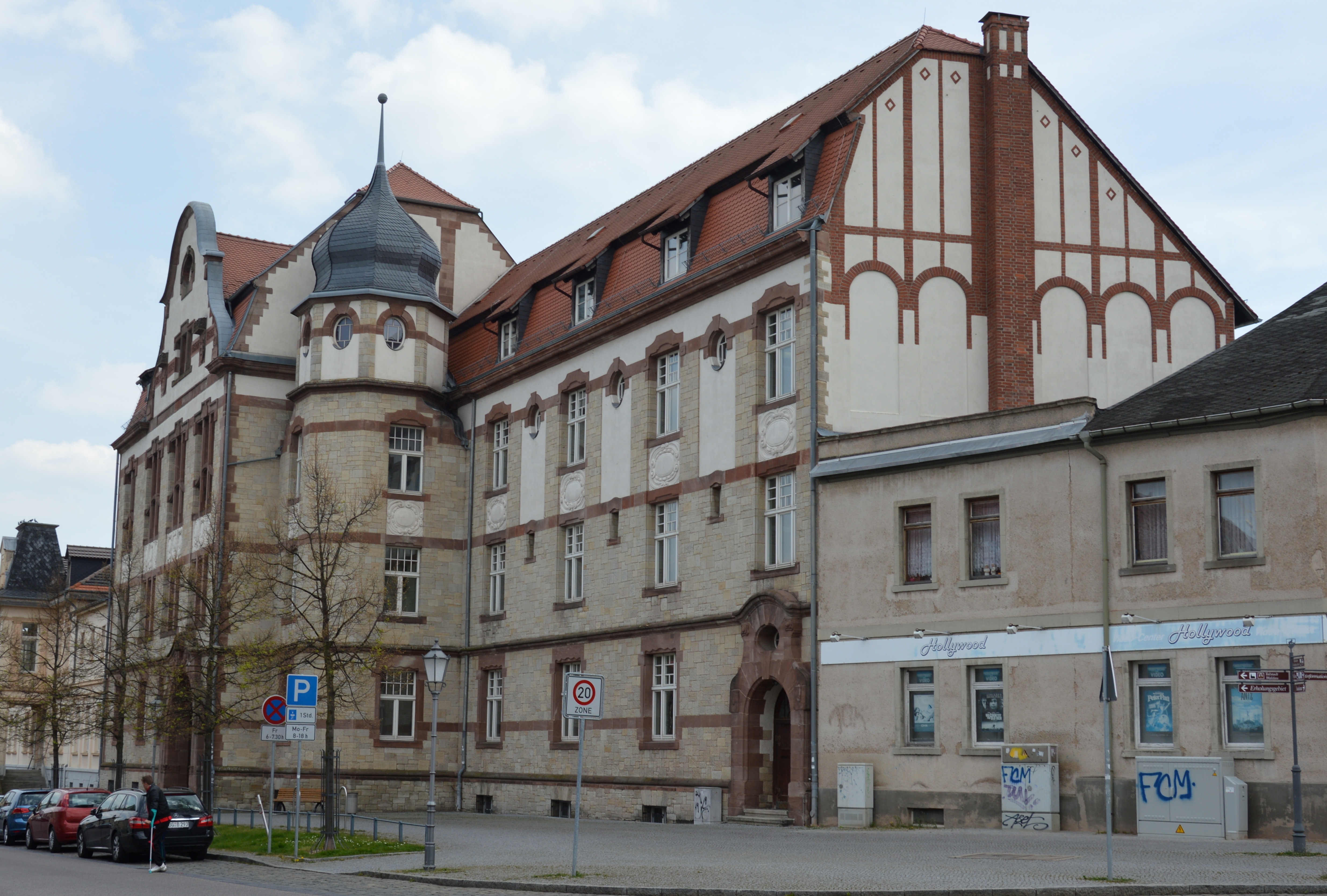
Friederiken-Gymnasium

Das Friederiken-Gymnasium war ein Gymnasium in Bernburg (Saale) in Sachsen-Anhalt. Das denkmalgeschützte Schulgebäude ist heute Teil des Gymnasiums Carolinum Bernburg.

## Lage
Das das Straßenbild prägende Schulgebäude befindet sich in der Bernburger Innenstadt an der Adresse Friedensallee 2-4 auf der Südseite der Friedensallee in einer Ecklage zur hier einmündenden Käthe-Kollwitz-Straße.

## Architektur und Geschichte
Das Friederiken-Gymnasium wurde von 1906 bis 1909 nach Plänen von Friedrich Gothe und Franz Stoye als Höhere Töchterschule am östlichen Rand des Schlossbezirks errichtet. Die Schule war aus der in der damaligen Kaiserstraße ansässigen Friederiken-Schule hervorgegangen, die nach der Herzogin Friederike von Schleswig-Holstein-Sonderburg-Glücksburg benannt war. Es entstand ein prächtiges Schulgebäude samt Turnhalle. Zur Straße hin verfügt die Schule über sehr repräsentativ ausgeführte Eingänge. Die Straßenfront ist mit von Hauben bekrönten Türmchen und hohen Ziergiebeln gestaltet. Auch im Gebäudeinneren wurde eine qualitätvolle Ausstattung vorgenommen, die weitgehend erhalten ist. Die Einweihung erfolgte am 8. Januar 1909. Direktor wurde Rudolf Fricke, der die Schulleitung bis 1922 innehatte. 1923 erfolgte die Umwandlung in ein Oberlyzeum mit dem Namen Friederiken-Lyzeum.
In der Zeit der DDR wurde die Schule zunächst als achtklassige Grundschule betrieben, im Zuge einer Schulreform 1961/62 dann jedoch zur zehnklassigen Polytechnischen Oberschule Friedrich Engels umgewandelt. Im Dezember 1990 wurde aus der Schule das Friederiken-Gymnasium. Zum Schuljahr 2003/04 wurde sie mit dem Gymnasium Carolinum und dem Hermann-Hellriegel-Gymnasium vereinigt, das unter dem Namen Gymnasium Carolinum Bernburg geführt wird.
Im örtlichen Denkmalverzeichnis ist diese Schule unter der Erfassungsnummer 094 60105 als Baudenkmal verzeichnet.